# 三浦海花介
三浦海花介（学名：Pontocythere miurensis）为荊花介科海花介屬下的一个种。